# سره زرد
سره زرد، روستایی از توابع بخش میانکوه شهرستان اردل در استان چهارمحال و بختیاری ایران است.

## جمعیت
این روستا در دهستان میانکوه قرار دارد و براساس سرشماری مرکز آمار ایران در سال ۱۳۸۵، جمعیت آن ۳۳۰ نفر (۶۳خانوار) بوده‌است.